# 瓦埃勒站
瓦埃勒站（丹麦语：Vejle Station）是丹麦瓦埃勒市镇的主要火车站。现同时有丹麦国家铁路和爱瑞发两间铁路公司的列车停靠。

## 图片集

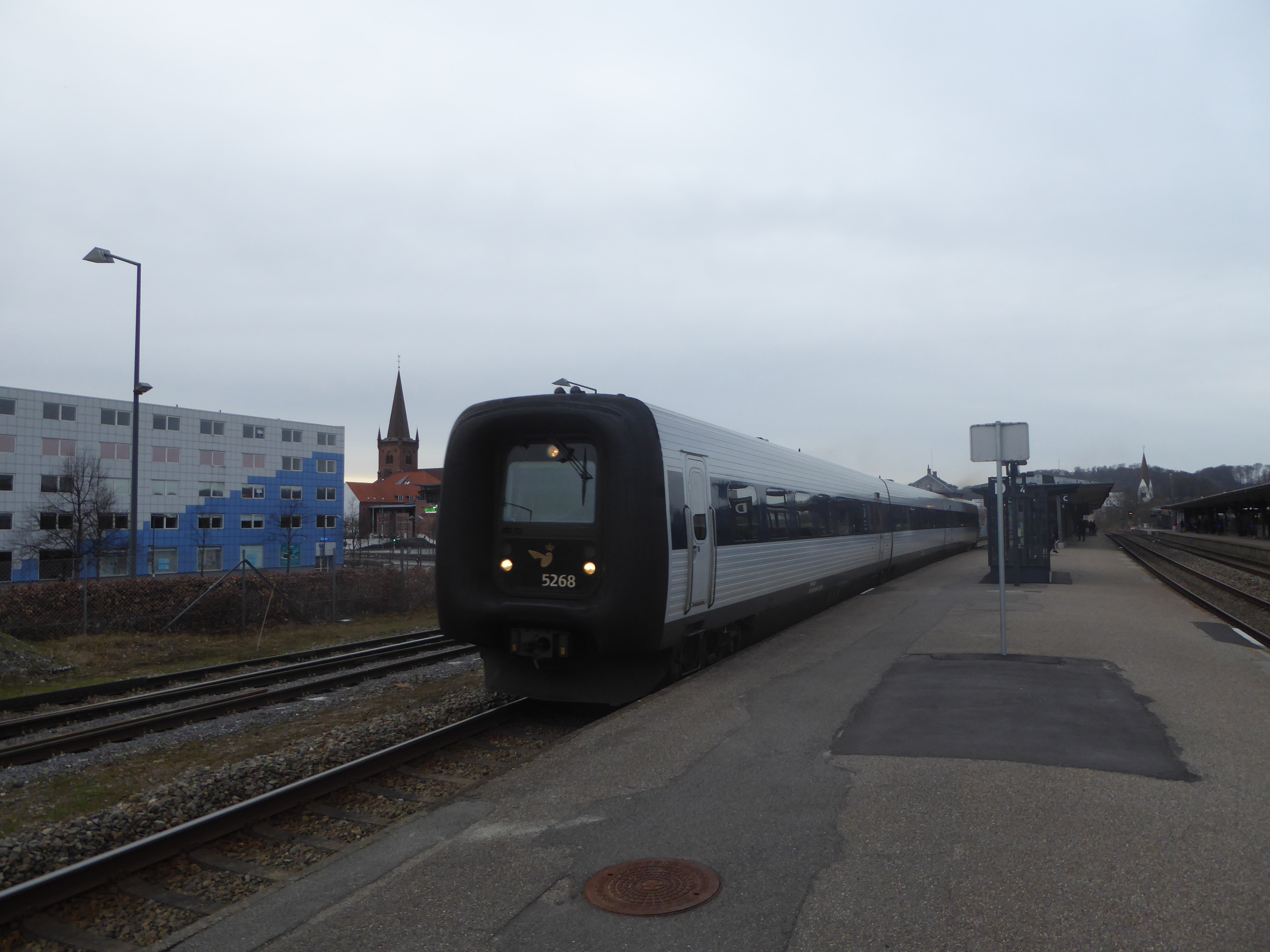
丹麦国家铁路的城际3型柴油动车组在瓦埃勒站，2017年4月1日拍摄
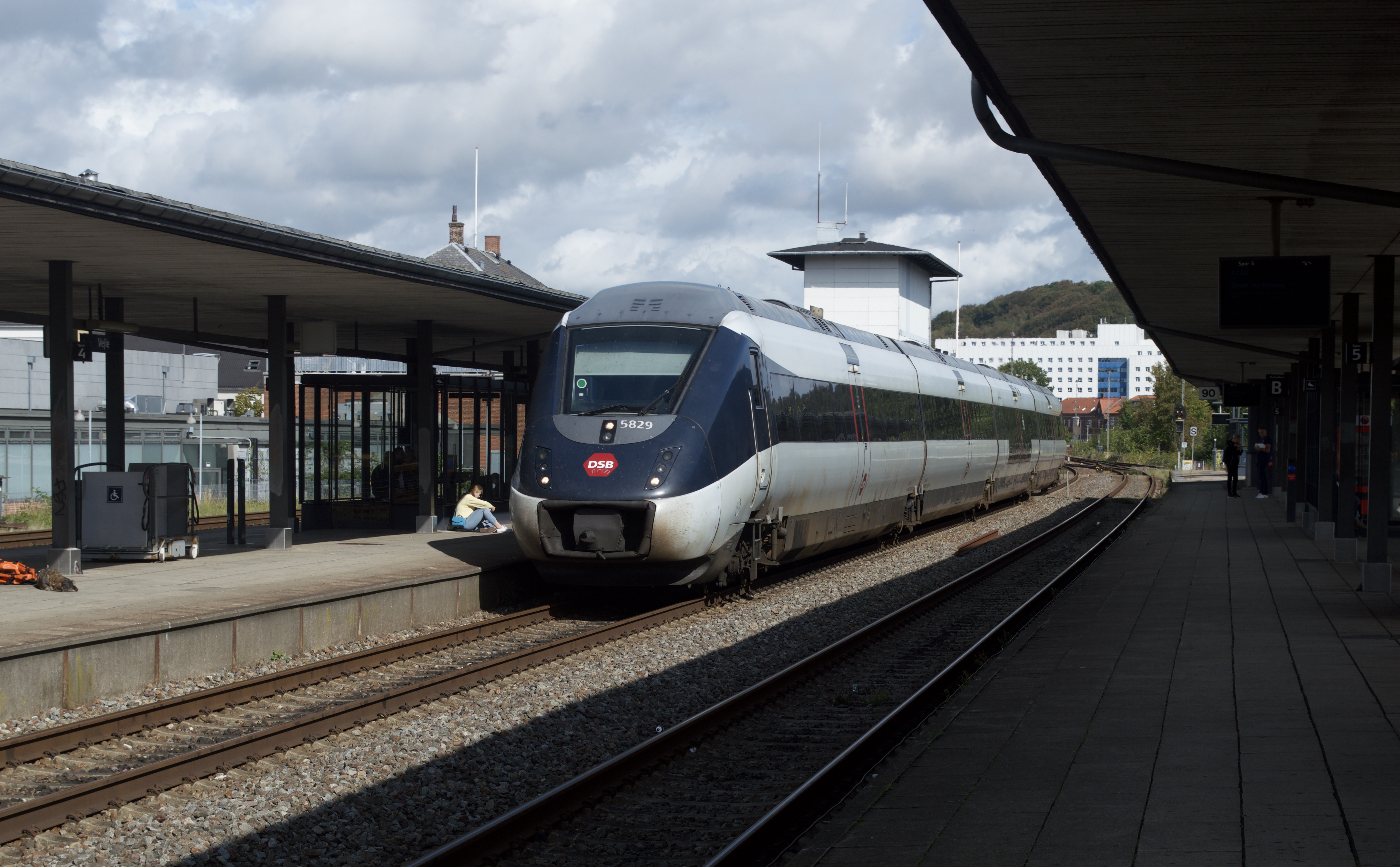
丹麦国家铁路的城际4型柴油动车组在瓦埃勒站，2019年9月7日拍摄
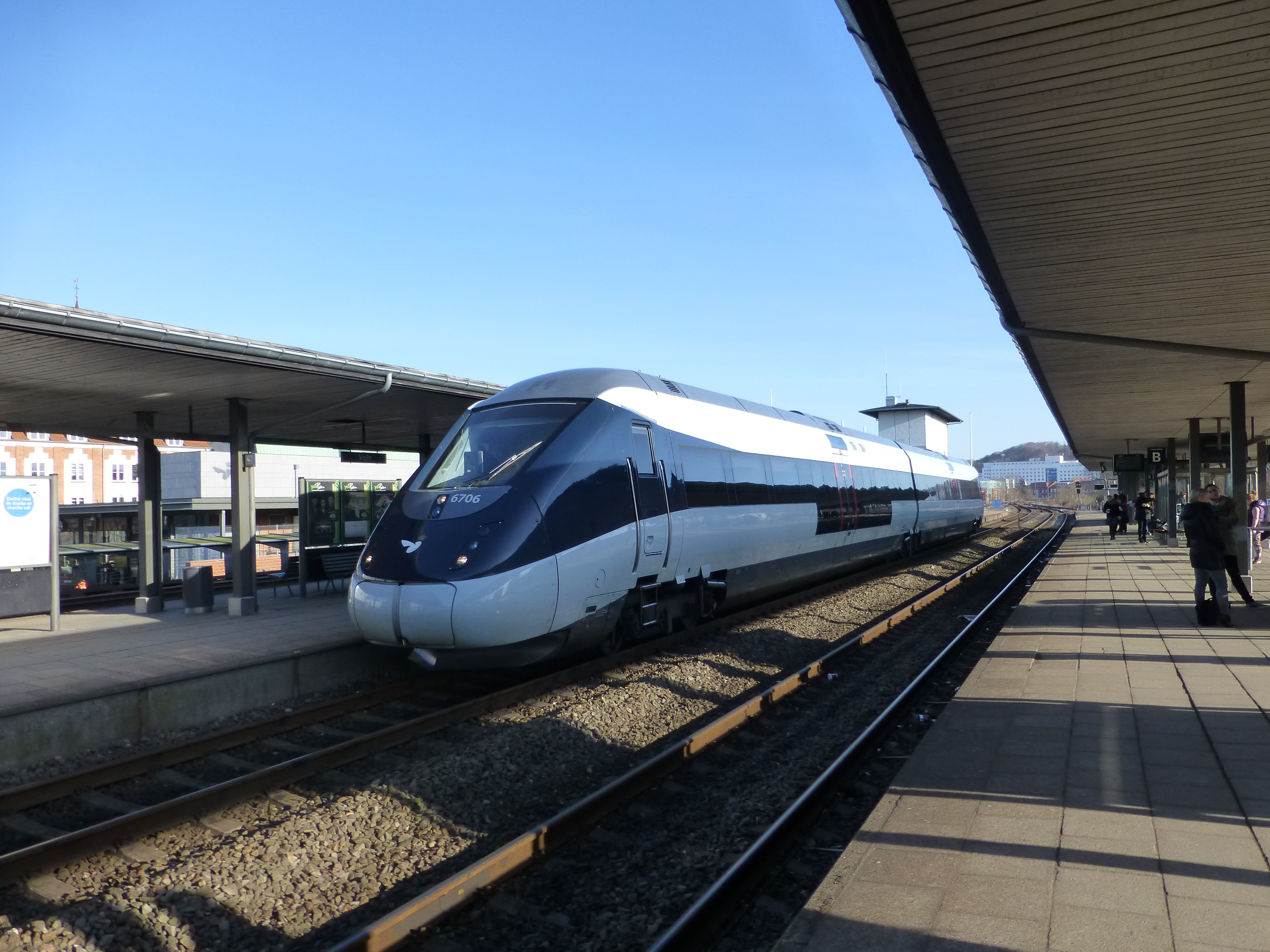
丹麦国铁MP型柴油动车组在瓦埃勒站，2013年4月5日拍摄
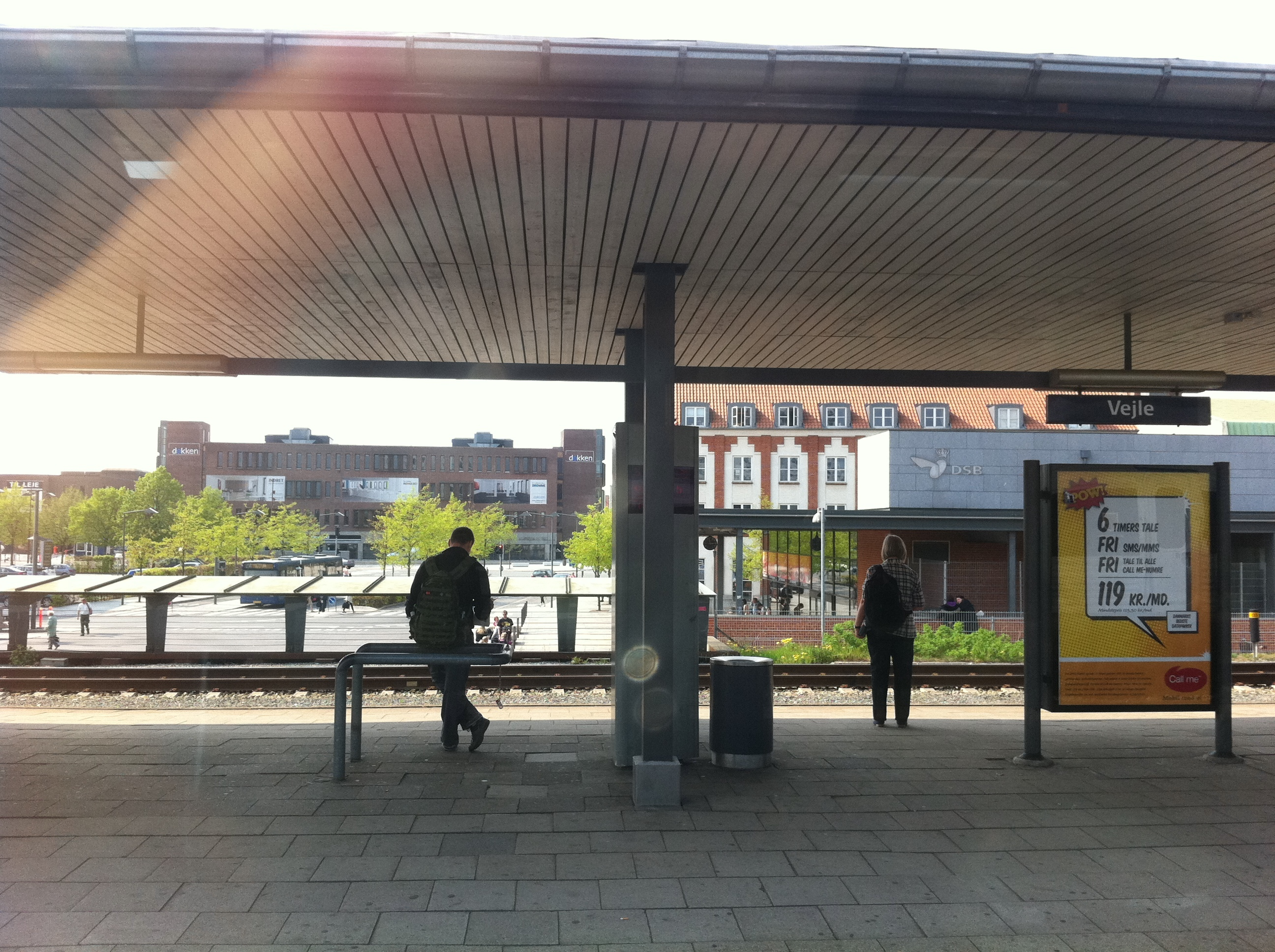
站台
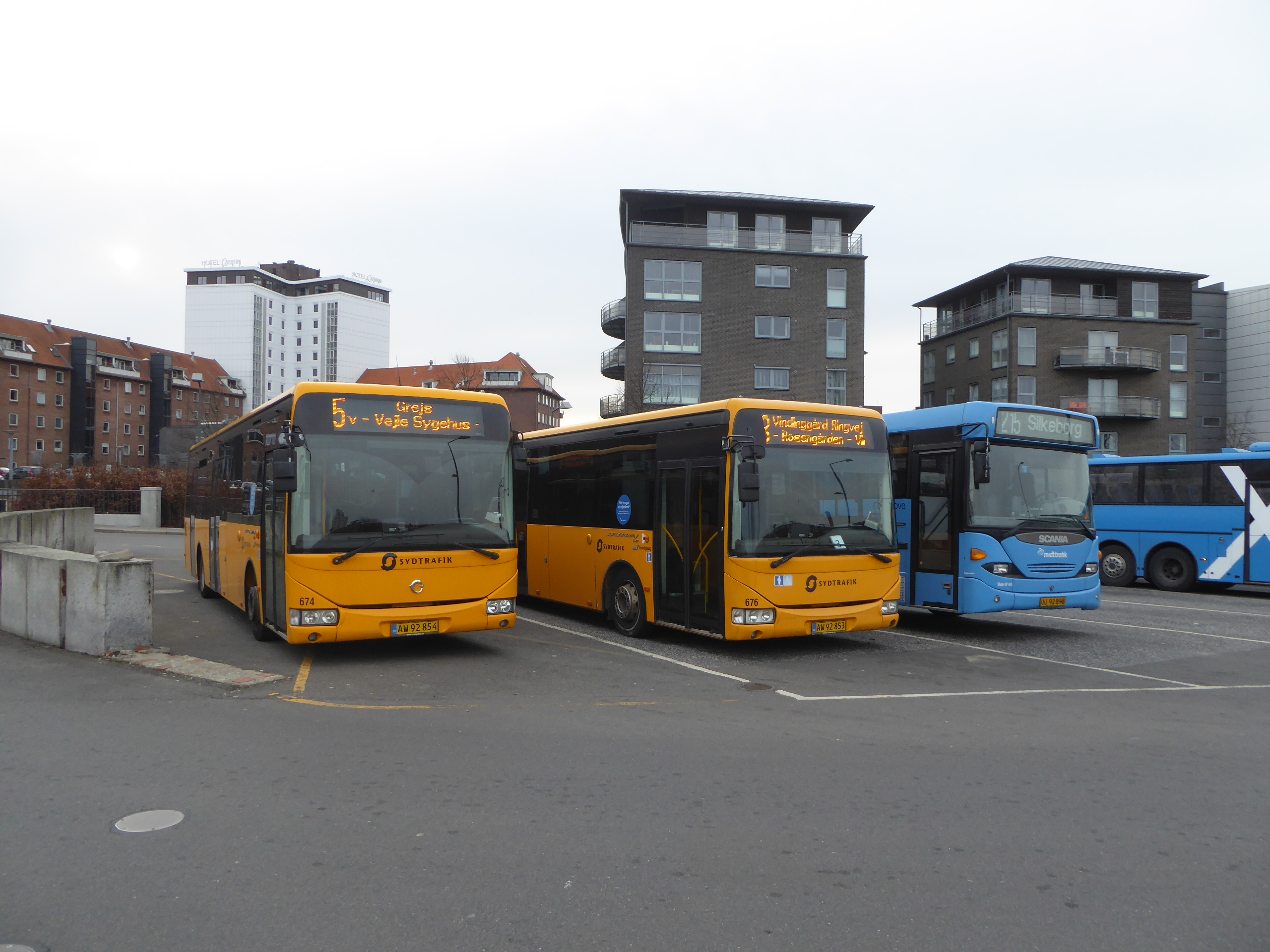
配套公交站

## 外部連結
- 丹麦国家铁路官网对瓦埃勒站的介绍 （页面存档备份，存于）（丹麦语）